# Frank Fredericks
Frank Fredericks, meist Frankie Fredericks (* 2. Oktober 1967 in Windhoek, Südwestafrika), ist ein ehemaliger namibischer Leichtathlet, der im 100- und 200-Meter-Lauf die ersten olympischen Medaillen für seine Heimat errang.

## Leben
Er arbeitete bei Rössing, ehe er 1987 ein Stipendium der Brigham Young University in den Vereinigten Staaten bekam. Nachdem sein Heimatland 1990 die Unabhängigkeit von Südafrika erlangt hatte, konnte er international bei sportlichen Ereignissen für Namibia antreten.
Bei den Weltmeisterschaften 1991 in Tokio gewann er die Silbermedaille über 200 Meter und erreichte Platz 5 über 100 Meter. Bei den Olympischen Spielen in Barcelona gewann er die Silbermedaille im 100-Meter-Lauf hinter Linford Christie (GBR) und vor Dennis Mitchell (USA) sowie die Silbermedaille im 200-Meter-Lauf hinter Michael Marsh (USA) und vor Michael Bates (USA).
1993 siegte er mit 19,85 s, seiner bis dahin besten Zeit, bei den Weltmeisterschaften in Stuttgart über 200 Meter und wurde Sechster über 100 Meter. 1994 gewann er bei den Commonwealth Games in Victoria Bronze über 100 Meter und Gold über 200 Meter. Bei den Weltmeisterschaften 1995 in Göteborg errang er Silber über 200 Meter und belegte den vierten Platz über 100 Meter. Im Jahr darauf stellte er mit 19,92 s den aktuell gültigen Hallenweltrekord über 200 Meter auf.
Bei den Olympischen Spielen 1996 in Atlanta wiederholte sich sein Silbermedaillendouble. Über 100 Meter wurde er lediglich von Donovan Bailey (CAN), über 200 Meter lediglich von Michael Johnson (USA) geschlagen. In beiden Rennen verwies er Ato Boldon aus Trinidad und Tobago auf den dritten Platz.
1997 wiederholte er bei den Weltmeisterschaften in Athen seine Platzierungen von Göteborg: Silber über 200 Meter und Rang 4 über 100 Meter. 1998 gewann er bei den Commonwealth Games in Kuala Lumpur Silber über 100 Meter, und bei den Hallenweltmeisterschaften 1999 in Maebashi errang er Gold über 200 Meter.
Danach machten ihm Verletzungen zu schaffen, so dass er bei den Weltmeisterschaften 1999 in Sevilla auf beiden Sprintstrecken in der Qualifikation scheiterte.
Am 7. April 1999 gründete er in Windhoek die Frank Fredericks Foundation, eine gemeinnützige Stiftung zur Sportförderung.
Bei den Commonwealth Games 2002 meldete er sich zurück und gewann über 200 Meter die Goldmedaille. Bei den Weltmeisterschaften 2003 in Paris wurde er Siebter, und bei den Olympischen Spielen 2004 in Athen war er der älteste Athlet, der je ein olympisches Finale im Sprint erreichte. Im 200-Meter-Lauf wurde er Vierter.
Als er sich im selben Jahr vom aktiven Sport zurückzog, war er über 100 Meter 27-mal eine Zeit unter 10 Sekunden gelaufen und die Nummer 3 in der ewigen Bestenliste. Während der Olympischen Spiele in Athen wurde Fredericks in das IOC gewählt und vertritt seit dem 29. August 2004 Namibia im Internationalen Olympischen Komitee. Im August 2008 wurde er zum Nachfolger Serhij Bubkas als Vorsitzender der Athletenkommission des IOC gewählt und damit Mitglied des IOC-Exekutivkomitees. Im Juni 2009 wurde er zum Präsidenten von Athletics Namibia gewählt, im Dezember 2011 Nachfolger von Alberto Juantorena als Vorsitzender der Athletenkommission des Internationalen Leichtathletikverbandes.

## Korruptionsverdacht
Anfang März 2017 wurde bekannt, dass ein Unternehmen, mit dem Fredericks in Verbindung gebracht wird, am Tag der Vergabe der Olympischen Spiele an Rio de Janeiro eine Überweisung erhalten hatte. Er kontaktierte daraufhin die Ethikkommission des ICO. Die Ethikkommission sah sich außerstande, die Beschuldigungen zu beurteilen, verwies auf die Unschuldsvermutung, empfahl jedoch, Fredericks von verschiedenen Posten zu suspendieren, u. a. von seinem Vorsitz der IOC-Prüfkommission für die Spiele 2024. Mitte Juli 2017 wurde er vom IAAF-Rat suspendiert, damit die anhaltenden Ermittlungen ohne mögliche Konsequenzen blieben. Bereits im März war er von allen seinen Ämtern zurückgetreten. Anfang November 2017 beschloss die IOC-Exekutive, Fredericks von allen Rechten, Vorrechten und Funktionen, die er als IOC-Mitglied hat, zu entbinden.
Bis März 2020 wurde noch keine Entscheidung in dem Fall gefällt.

## Trivia
Fredericks ist mit Jessica Fredericks, der Schwester von Nico Motchebon, verheiratet und lebt sowohl in Namibia als auch in Deutschland. In seiner Heimatstadt Windhoek ist eine der Hauptstraßen („Frankie Fredericks Drive“) nach ihm benannt.

## Bestzeiten
Fredericks hält mit Stand 2020 weiterhin sechs namibische Landesrekorde über die 100 und 200 Meter Freiluft und 60, 100, 200 und 300 Meter in der Halle sowie vier afrikanische Rekorde (200 m Freiluft sowie 100, 200 und 300 m Halle).
| Zeit   | Wind | Datum         | Ort               |
| 9,86   | −0,4 | 3. Juli 1996  | Lausanne          |
| 9,87   | 1,9  | 25. Juni 1996 | Helsinki          |
| 9,89   | 0,7  | 27. Juli 1996 | Atlanta           |
| 9,90   | 0,2  | 22. Aug. 1997 | Brüssel           |
| 9,91   | 1,0  | 2. Juli 1997  | Lausanne          |
| 9,93   | 1,1  | 26. Juli 1996 | Atlanta           |
| 9,93   | 0,5  | 3. Aug. 1997  | Athen             |
| 9,93   | −0,4 | 17. Juni 1998 | Athen             |
| 9,94   | −0,5 | 27. Juli 1996 | Atlanta           |
| 9,94   | 1,3  | 20. Feb. 1999 | Sydney            |
| 9,94 A | −0,2 | 13. Apr. 2002 | Windhoek          |
| 9,95   | 1,2  | 25. Aug. 1991 | Tokio             |
| 9,95   | 1,1  | 3. Juni 1996  | Saint-Denis       |
| 9,95   | 0,7  | 29. Juni 1997 | Villeneuve d’Ascq |
| 9,95   | 0,2  | 3. Aug. 1997  | Athen             |
| 9,95   | 0,2  | 9. Juli 1998  | Oslo              |
| 9,96 A | 0,4  | 27. März 1998 | Johannesburg      |
| 9,96   | −0,1 | 17. Sep. 1998 | Kuala Lumpur      |
| 9,97   | 1,2  | 19. Sep. 1997 | Kingston          |
| 9,97   | 2,0  | 17. Juni 1998 | Athen             |
| 9,97   | 0,0  | 14. Juli 1998 | Rom               |
| 9,97   | 0,1  | 19. Aug. 1998 | Dakar             |
| 9,98   | −0,7 | 13. Aug. 1997 | Zürich            |
| 9,98   | 0,0  | 17. Sep. 1998 | Kuala Lumpur      |
| 9,99   | 1,0  | 25. Mai 1996  | Villeneuve d’Ascq |
| 9,99   | 0,5  | 2. Aug. 1997  | Athen             |
| 9,99   | 0,3  | 26. Aug. 1997 | Berlin            |

| Zeit    | Wind | Datum         | Ort          |
| 19,68   | 0,4  | 1. Aug. 1996  | Atlanta      |
| 19,81   | 0,3  | 13. Sep. 1997 | Fukuoka      |
| 19,82   | 1,1  | 5. Juli 1996  | Oslo         |
| 19,85   | 0,3  | 20. Aug. 1993 | Stuttgart    |
| 19,87   | −1,2 | 8. Mai 1999   | Osaka        |
| 19,90   | 0,4  | 10. Mai 1997  | Osaka        |
| 19,92   | −0,2 | 23. Aug. 1996 | Brüssel      |
| 19,92   | 1,6  | 25. Feb. 1999 | Melbourne    |
| 19,93 A | 0,0  | 24. Sep. 1995 | Johannesburg |
| 19,93   | 0,7  | 13. Juli 1997 | Stuttgart    |
| 19,93   | 0,5  | 16. Aug. 1997 | Monaco       |
| 19,93   | 0,2  | 4. Aug. 1999  | Monaco       |
| 19,95   | −0,2 | 28. Juni 1996 | Paris        |
| 19,96   | 0,8  | 5. Sep. 1993  | Rieti        |
| 19,96   | 0,7  | 5. Juni 1996  | Rom          |
| 19,96   | 2,0  | 12. Juni 1996 | Duisburg     |
| 19,97   | −1,0 | 19. Aug. 1992 | Zürich       |
| 19,97 A | 1,8  | 31. Juli 1994 | Sestriere    |
| 19,97   | 1,5  | 26. Aug. 1994 | Victoria     |
| 19,97   | 0,5  | 30. Aug. 1996 | Berlin       |
| 19,97 A | 1,3  | 13. Sep. 1998 | Johannesburg |
| 19,98   | 0,1  | 1. Aug. 1996  | Atlanta      |
| 19,99   | −0,9 | 22. Aug. 1998 | Dakar        |
| 19,99   | 0,6  | 12. Juli 2002 | Rom          |